# Partula martensiana
Partula martensiana es una especie de molusco gasterópodo de la familia Partulidae en el orden de los Stylommatophora.

## Distribución geográfica
Es endémica de Micronesia. 